# Арбитражный суд Республики Татарстан
Арбитражный суд Республики Татарстан (тат. Татарстан Республикасы Арбитраж суды) — орган системы арбитражных судов Российской Федерации, осуществляющий судебную власть на территории Республики Татарстан. Председатель с 2024 года — Виталий Гильмутдинов.

## История
23 сентября 1922 года на основании постановления Совета народных комиссаров РСФСР от 21 сентября 1922 года образована Высшая арбитражная комиссия при Экономическом совещании ТАССР (с 1926 года — при Совете народных комиссаров ТАССР). 3 мая 1931 года постановлением Центрального исполнительного комитета и Совета народных комиссаров СССР комиссия переименована в Государственный арбитраж при Совнаркоме ТАССР (с 1946 года — при Совете министров ТАССР). В те годы арбитраж в основном занимался управленческой деятельностью, направленной на принуждение местных предприятий, организаций и учреждений к исполнению государственной дисциплины и договорных обязательств. Состоял из главного государственного арбитра, его заместителя, а также назначаемых правительством государственных арбитров. В рамках реформированию государственных органов решениями Верховного совета Татарской ССР, принятыми на сессии 11—17 апреля 1990 года, был учреждён Государственный арбитраж ТССР. В рамках исполнения закона РСФСР Об арбитражном суде от 4 июля 1991 года и начатого процесса реформирования арбитража, 22 мая 1992 года постановлением Верховного совета Республики Татарстан преобразован в Высший арбитражный суд РТ. В 1992—1995 годах судейский состав избирался ВС РТ без ограничения срока полномочий. 25 октября 2001 года законом президента РТ переименован в Арбитражный суд Республики Татарстан.

## Полномочия и обязанности
Арбитражный суд Республики Татарстан является высшим судебным органом субъекта Российской Федерации в системе арбитражных судов на территории Республики Татарстан, отправляющим правосудие по экономическим спорам в сфере управления, между предприятиями, учреждениями и организациями, а также гражданами, занимающимися предпринимательской деятельностью. В состав суда входят председатель, заместители председателя, председатели судебных составов и судьи. Судьи назначаются президентом Российской Федерации по представлению председателя Высшего арбитражного суда Российской Федерации и по согласованию с Государственным советом Республики Татарстан без ограничения срока полномочий. Суд состоит из президиума и двух коллегий — по рассмотрению споров, возникающих из административных правоотношений и по рассмотрению споров, возникающих из гражданских и иных правоотношений. Арбитраж Татарстана уполномочен рассматривать дела в качестве суда первой и апелляционной инстанций; пересматривать по вновь открывшимся обстоятельствам принятые им и вступившие в законную силу судебные акты; подавать обращения в Конституционный суд Российской Федерации с запросами о проверке конституционности закона, применённого или подлежащего применению в деле, рассматриваемом им в любой инстанции; готовить предложения по совершенствованию законов и иных нормативных правовых актов; изучать и обобщать судебную практику; анализировать судебную статистику. Решения, постановления и определения суда имеют обязательный характер и подлежат исполнению на территории Татарстана.

## Председатели
- 1922—1946: н/д

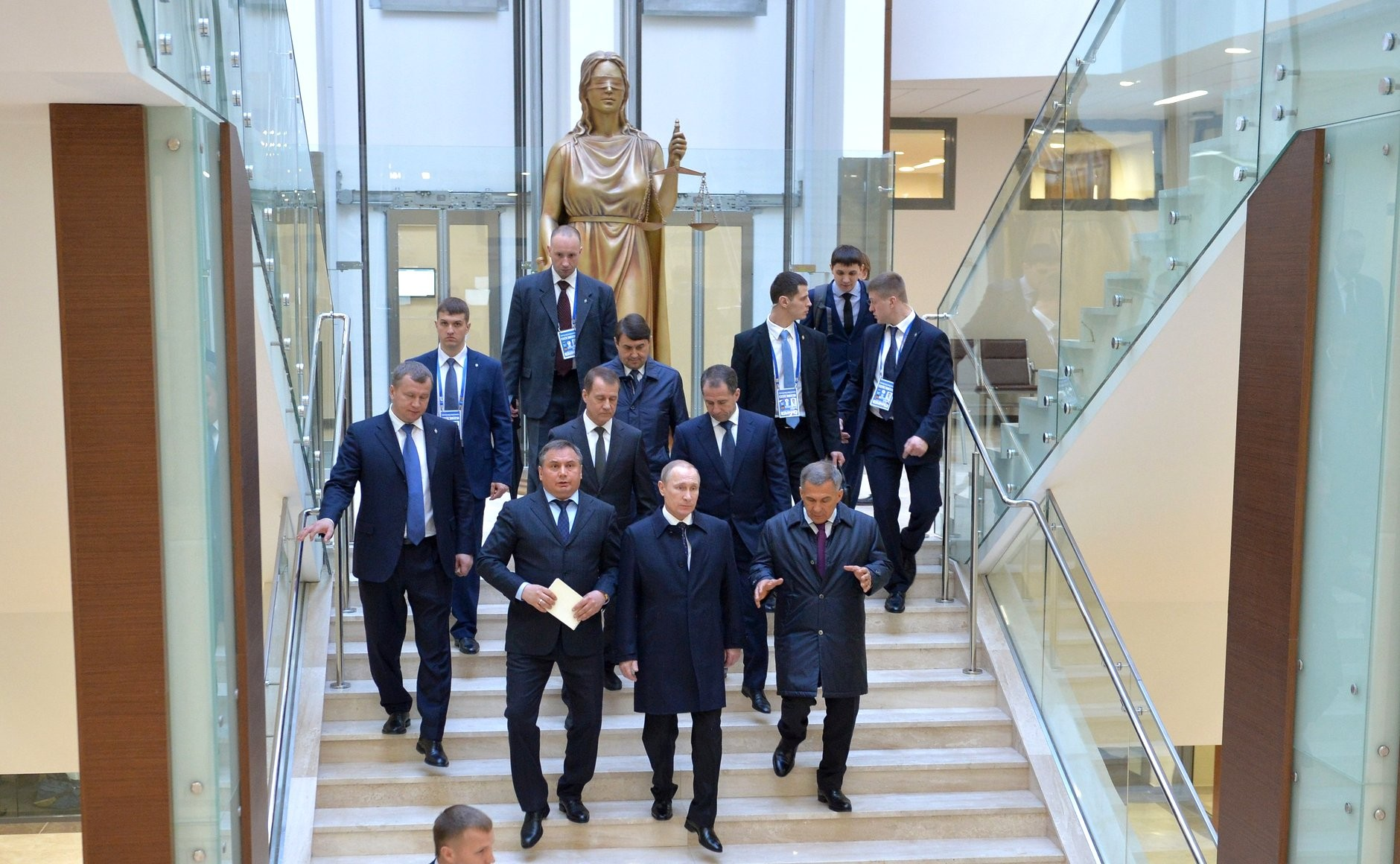
Владимир Путин и Рустам Минниханов в здании суда, 2016 год

- 1946—1963: Шамсутдинов Г. Х.[10]
- 1962—1968: Подгорнова А. А.[9]
- 1969—1988: Гараев И. Г.[11]
- 1988—1995: Сунгатуллин Ф. Ф.[12]
- 1996—2011: Салахов Р. И.[13]
- 2012—2013: Латыпов Н. А. (и. о.)[14]
- 2013—2017: Новиков Н. А.[15]
- 2017—2018: Горябин А. А. (и. о.)[16]
- 2018—2024: Боровков М. С.[17]
- 2024—н. в.: Гильмутдинов В. Р.[18]

## Местонахождение
Долгое время суд располагался по проезду Шейнкмана в Казанском кремле — в здании присутственных мест (губернской канцелярии), построенном в 1783 году архитектором В. И. Кафтыревым. Ещё два здания суда находились по улицам Назарбаева (Эсперанто) и Карла Маркса. Первый камень в основание нового здания суда на Ново-Песочной улице был заложен в 2013 году. На строительство было потрачено 1,8 миллиарда рублей, работы велись компанией «Производственно-строительное объединение „Казань“» предпринимателя Равиля Зиганшина. Представляет собой 7-этажное здание общей площадью 17 тысяч квадратных метров с 35 залами для судебных заседаний, оборудованное по новейшим правилам судопроизводства. Официальное открытие состоялось в 2016 году.

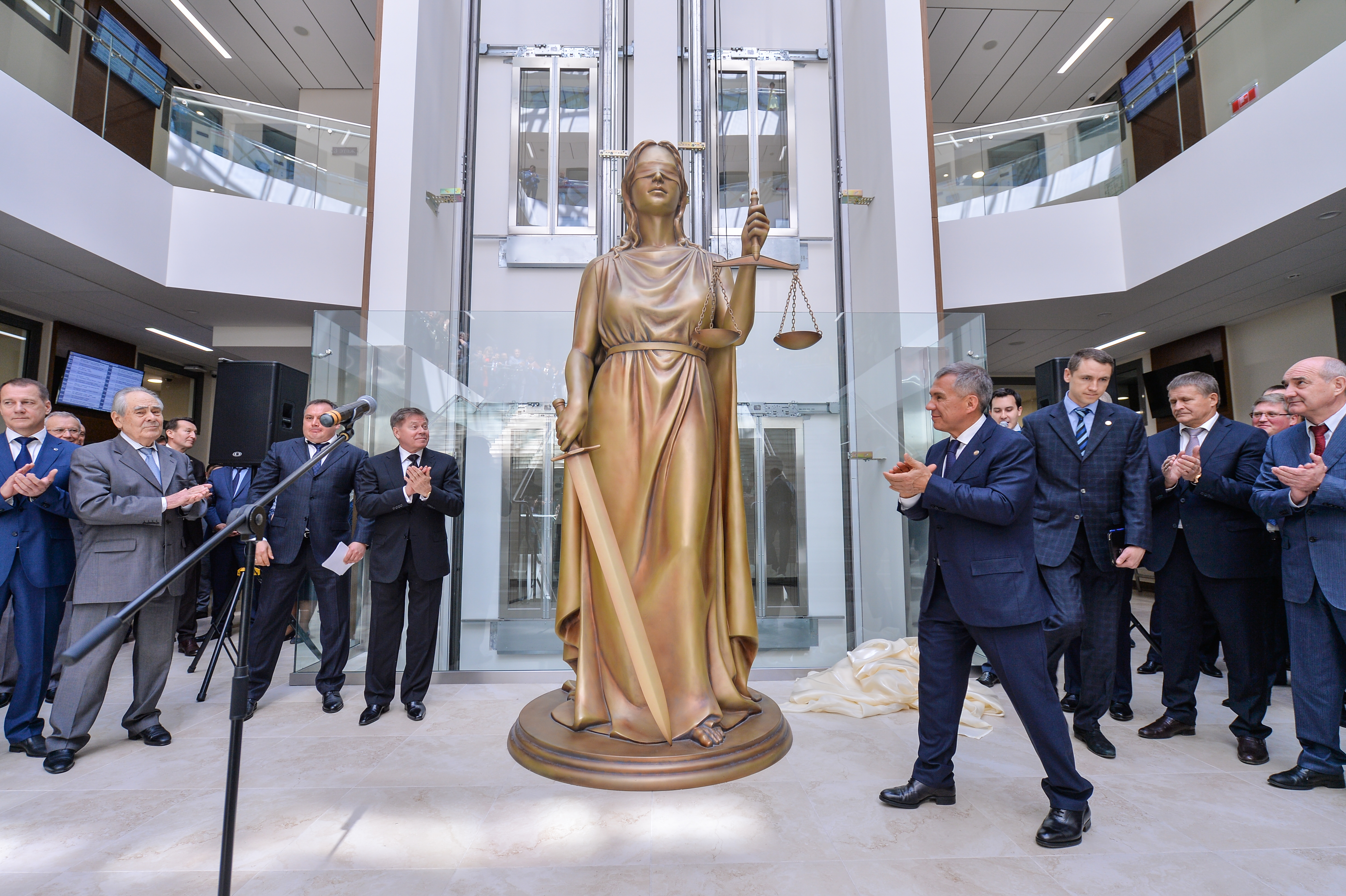
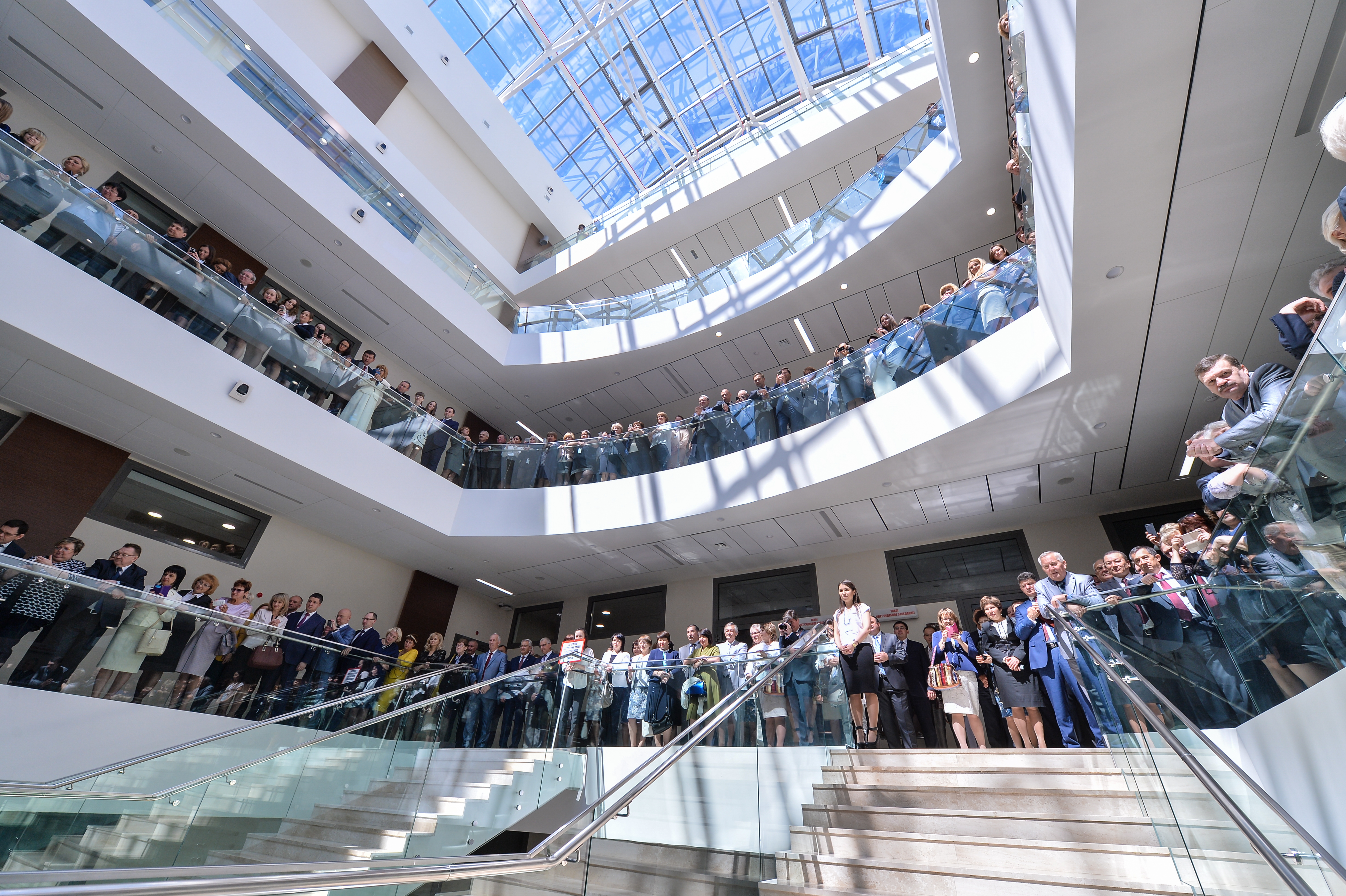
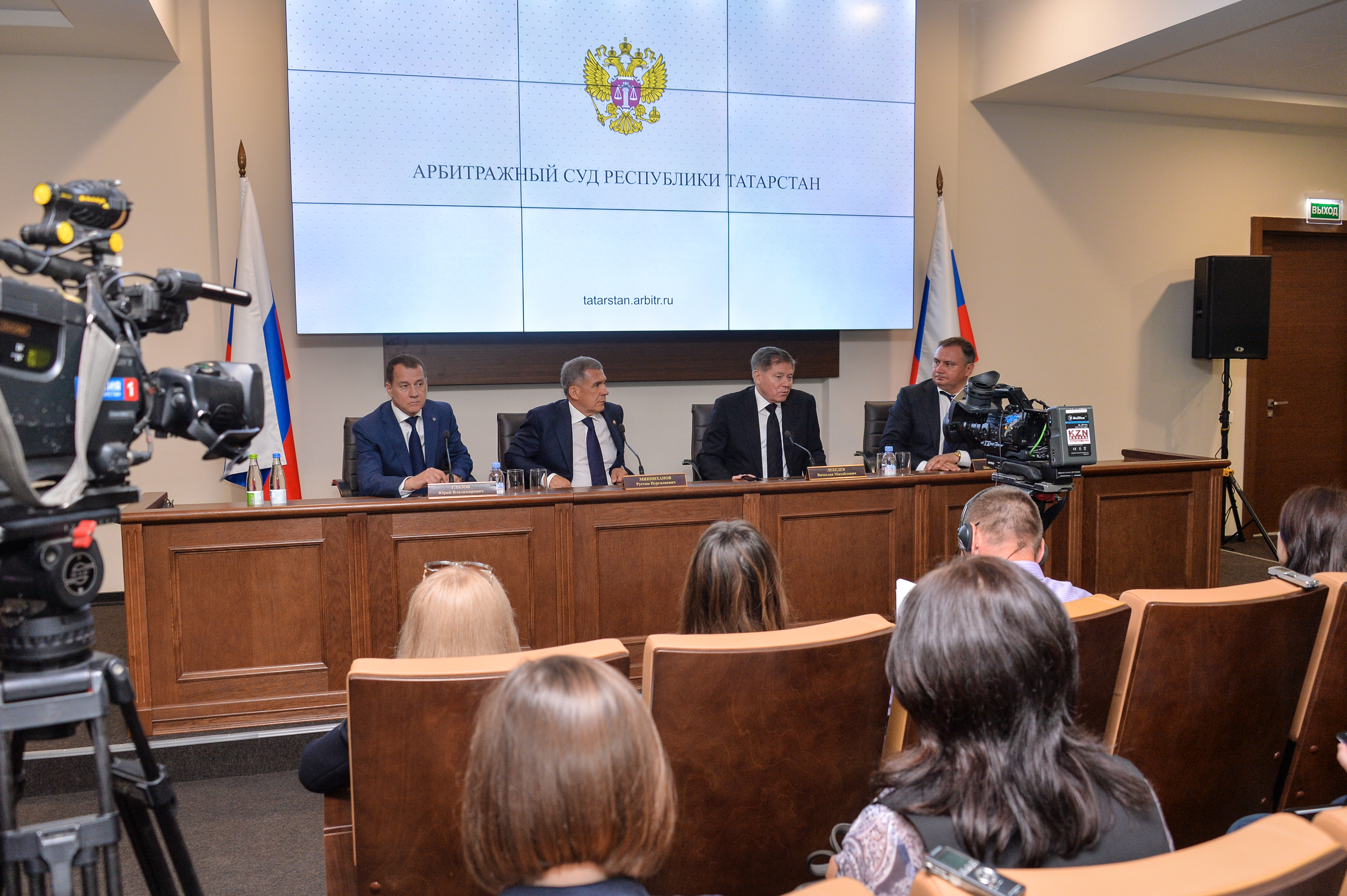
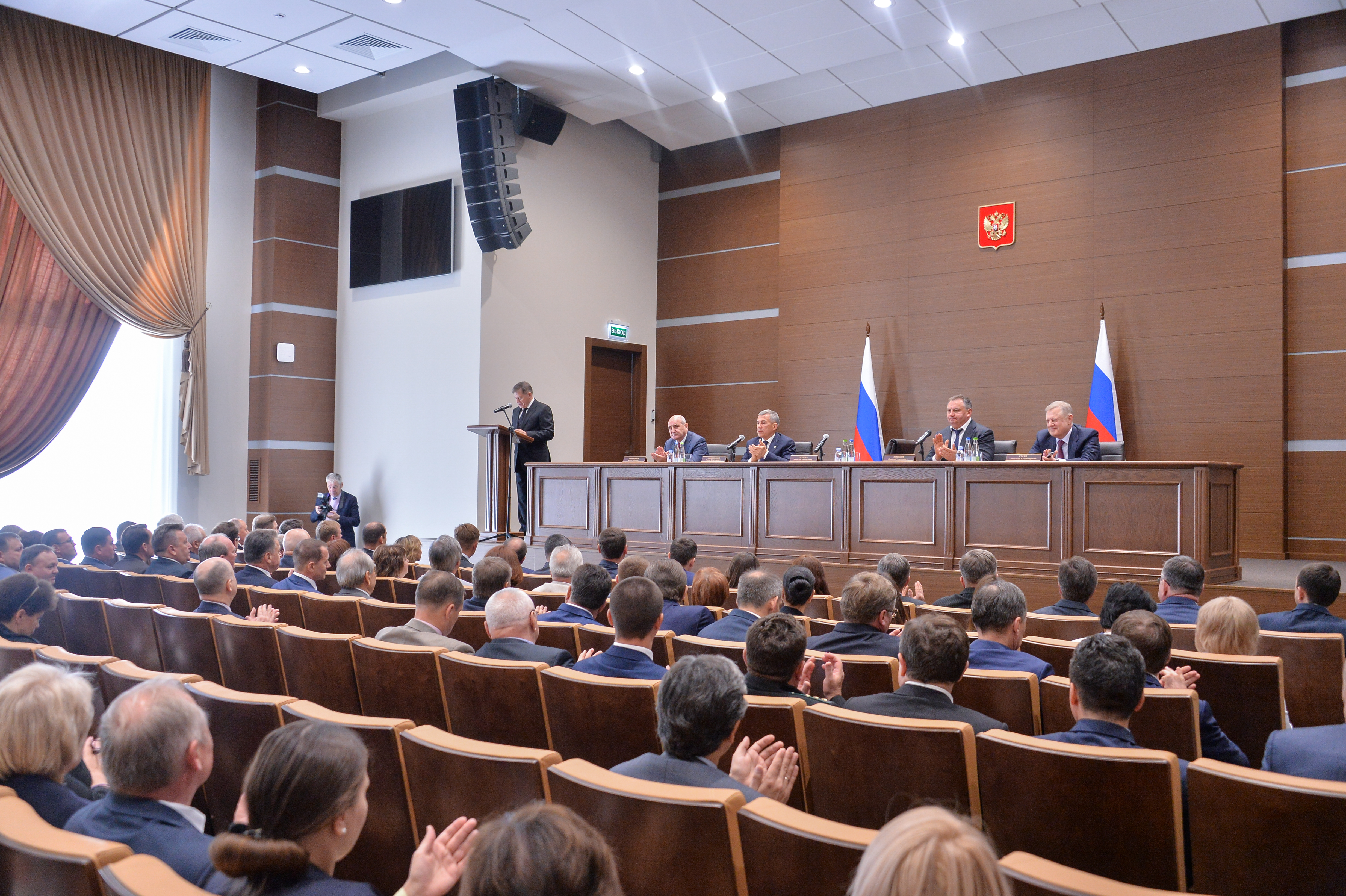

Через несколько месяцев после открытия в том же 2016 году здание было обстреляно подростками из травматического оружия, а через несколько лет именно там шли судебные процессы над строительной компанией самого Зиганшина по обвинению в невыплате кредитов.